# Uqayrabah
Uqayrabah (tiếng Ả Rập: عقيربة, cũng đánh vần là Okeirbeh hoặc Iqerba) là một ngôi làng Syria nằm trong phó huyện Jubb Ramishima ở huyện Masyaf ở tỉnh Hama. Theo Cục Thống kê Trung ương Syria (CBS), Uqayrabah có dân số 1.515 người trong cuộc điều tra dân số năm 2004. Cư dân của nó chủ yếu là Kitô hữu Chính thống Hy Lạp.